# Cyclopalpia
Cyclopalpia is een geslacht van vlinders van de familie snuitmotten (Pyralidae), uit de onderfamilie Chrysauginae.

## Soorten
- C. monotonalis Dyar, 1914
- C. phaealis Hampson, 1906
- C. violescens Hampson, 1897